# Командный чемпионат Европы по международным шашкам среди женщин 2010
Первый Командный чемпионат Европы по международным шашкам среди женщин 2010 года  проводился в Таллине (Эстония) с 25 по 30 марта Эстонским союзом шашек и EDC (Европейская конфедерация шашек). Участие приняли шесть команд. Титул завоевала команда Нидерландов.

## Результаты
Турнир проводился по круговой системе. В каждой матче играли по 2 шашистки от команды. За победу присваивалось 2 очка, за ничью — 1, за поражение 0 очков.
За победу в матче (4:0, 3:1) также присваивалось 2 очка, за ничью (2:2) — 1 очко, за поражение 0 очков.
| Место | Команда                                                                               | Очки | выигр. | ничьи | пораж. | 1       | 2       | 3       | 4       | 5       | 6       |
| ----- | ------------------------------------------------------------------------------------- | ---- | ------ | ----- | ------ | ------- | ------- | ------- | ------- | ------- | ------- |
| 1     | Нидерланды · Нина Хукман · Виталия Думеш                                              | 10   | 5      | 0     | 0      |         | 2 (3:1) | 2 (3:1) | 2 (3:1) | 2 (4:0) | 2 (3:1) |
| 2     | Беларусь · Ольга Федорович · Ирина Пашкевич                                           | 6    | 2      | 2     | 1      | 0 (1:3) |         | 1 (2:2) | 1 (2:2) | 2 (4:0) | 2 (3:1) |
| 3     | Россия · Матрёна Ноговицына · Тамара Тансыккужина · Ирина Платонова · Олеся Абдуллина | 5    | 1      | 3     | 1      | 0 (1:3) | 1 (2:2) |         | 2 (4:0) | 1 (2:2) | 1 (2:2) |
| 4     | Эстония · Пирет Вийрма · Каари Вайнонен                                               | 4    | 1      | 2     | 2      | 0 (1:3) | 1 (2:2) | 0 (0:4) |         | 2 (3:1) | 1 (2:2) |
| 5     | Литва · Ромуальда Шидлаускене · Сабина Ковалевская                                    | 3    | 1      | 1     | 3      | 0 (0:4) | 0 (0:4) | 1 (2:2) | 0 (1:3) |         | 2 (3:1) |
| 6     | Украина · Ольга Балтажи · Юлия Макаренкова                                            | 2    | 0      | 2     | 3      | 0 (1:3) | 0 (1:3) | 1 (2:2) | 1 (2:2) | 0 (1:3) |         |